# Всеукраїнські з'їзди рад
Всеукраїнський з'їзд рад — від грудня 1917 до прийняття Конституції УРСР 1937 року формально найвищий орган радянської влади в Україні. За Конституцією УСРР 1919 року, яку було складено за зразком Конституції радянської Росії, в.з.р. скликалися ВУЦВК (найвищим органом державної влади між з'їздами) не рідше одного разу на рік, а то й частіше, від 1927 – раз на два роки. Ця остання новація була закріплена в Конституції УСРР 1929, проте і вона була порушена під час голодомору 1932–1933 в Україні, коли керівництво більшовиків не бажало допустити розголосу про голод в Україні. Існувала також можливість скликання надзвичайних з'їздів – за розсудом ВУЦВК або на вимогу рад і з'їздів рад місцевостей, де налічувалося не менше однієї третини громадян, що мали виборчі права. Делегати на в.з.р. обиралися губернськими (після 1926 – окружними) з'їздами рад та Всемолдавським з'їздом рад із числа своїх делегатів. За такого відбору делегатів права меншості не забезпечувалися. Нерівним було і представництво різних соціальних верств населення. Конституція УСРР 1919 не передбачала, як це було в радянській Росії, порядку обрання депутатів та представництва серед них різних соціальних груп. Це питання передавалося у відання ВУЦВК, який міг регулювати норми представництва згідно з політичними обставинами. Так, під час виборчої кампанії 1919 і робітники, і селяни мали вдесятеро менше представників, ніж червоноармійці. 1920 ВУЦВК встановив, що по одному депутату висилають губернські (згодом окружні) та міські з'їзди рад від: а) 1000 червоноармійців у військових частинах (що здебільшого складалися з росіян або зрусифікованих українців і були під пильним контролем більшовиків); б) 10 000 робітників; в) 50 000 селян. Крім того, існувала велика кількість "позбавленців" – т. зв. представників експлуататорських класів, які не мали виборчих прав.
Згідно з Конституцією УСРР 1919, винятковому віданню в.з.р. підлягали затвердження, зміни, доповнення Конституції УСРР, оголошення війни та укладення миру, зміна кордонів республіки, загальне керівництво внутрішньою політикою, встановлення основ організації ЗС, державний контроль над діяльністю радянської влади тощо. З утворенням СРСР компетенція з'їзду дещо змінилася, зокрема, було додано право вирішувати питання про вихід зі складу СРСР.
Із числа делегатів з'їзду обиралися члени ВУЦВК та делегати до Ради Національностей ЦВК СРСР. З'їздам були підзвітні і ВУЦВК, і Раднарком УСРР, які формально призначалися після кожного з таких з'їздів.

## Список
Усього відбулося 14 Всеукраїнських з'їздів рад:
| № з/п               | Дати                       | Місто        | Основні рішення |
| ------------------- | -------------------------- | ------------ | --- |
| 1-й                 | 11–12 (24–25) грудня 1917  | Харків       | створення 1-го «уряду» радянської України |
| 2-й                 | 17–19 березня 1918         | Катеринослав | вимушене проголошення «самостійності» радянської України                                                                                     |
| 3-й                 | 6–10 березня 1919          | Харків       | схвалення 1-ї Конституції УСРР |
| 4-й                 | 16–20 травня 1920          | Харків       | |
| 5-й                 | 25 лютого – 3 березня 1921 | Харків       | |
| 6-й                 | 14–17 грудня 1921          | Харків       | |
| 7-й                 | 10–14 грудня 1922          | Харків       | |
| 8-й                 | 17–20 січня 1924           | Харків       | ратифікація договору про утворення СРСР та Конституції СРСР                                                                                  |
| 9-й                 | 3–10 травня 1925           | Харків       | внесення змін до Конституції УСРР відповідно до Конституції СРСР, проходив у театрі імені Тараса Шевченка                                    |
| 10-й                | 6–13 квітня 1927           | Харків       | |
| 11-й                | 7–15 травня 1929           | Харків       | схвалення 2-ї Конституції УСРР |
| 12-й                | 25 лютого – 4 березня 1931 | Харків       | внесення змін до Конституції УСРР у звʼязку з переходом на двоступеневу систему управління (ліквідацією округ) та змінами у Конституції СРСР |
| 13-й                | 15–22 січня 1935           | Київ         | |
| 14-й (надзвичайний) | 25–30 січня 1937           | Київ         | схвалення 3-ї Конституції УРСР |